# كيت إدجار
كيت ميليجان إيفانز (ولدت كيت في 6 يناير 1857 – 6 مايو 1935). كانت كيت أول امرأة في نيوزيلندا تحصل على شهادة جامعية، وربما الثانية في الإمبراطورية البريطانية التي تحصل على ذلك.

## حياتها
ولدت كيت عام 1857 في ابينجدون، بيركشاير في إنجلترا. كان والدها القس صموئيل ادجار، وهو وزير مسيحي. هاجرت عائلتها من إنجلترا إلى نيوزيلندا عام 1862. كانوا يعيشون في ألبرت لاند (English: Albertland) ثم في أوكلاند (English:Auckland) 

## تعليمها
تلقت كيت وشقيقاتها الكثير من التعليم في سن مبكرة من والدهم الذي كان خريجًا جامعيًا. نظرًا لعدم وجود تعليم عالٍ للفتيات في ذلك الوقت، لكنها أظهرت وعدًا أكاديميًا، فقد تم وضعها في الصف الأول في مدرسة أوكلاند كوليدج والقواعد. عندما تقدمت ادجار بطلب إلى المجلس بجامعة نيوزيلندا للحصول للحصول على منحة جامعية، لم تذكر جنسها (أنثى /ذكر) ووتم قبول طلبها. ومن ثم كانت المرأة الوحيدة في الفصول في كلية أوكلاند ومدرسة القواعد، التي كانت تابعة لجامعة نيوزيلندا (لم يكن هنالك كلية جامعة أوكلاند (English:Auckland College and Grammar School) بعد.) حصلت على البكالوريوس في الآداب (تخصص الرياضيات واللاتينية) من جامعة نيوزيلندا في 11 يوليو 1877 . تم الإشادة بمؤهلاتها وجاء 1000 شخص للتعبير عن فرحتهم حيث منحها الأسقف زهرة الكاميليا رمزًا لتواضعها وإنجازها.
حصلت كل من ادجار وشقيقتها ليليان على درجة الماجستير من كلية كانتربري (الآن جامعة كانتربري).

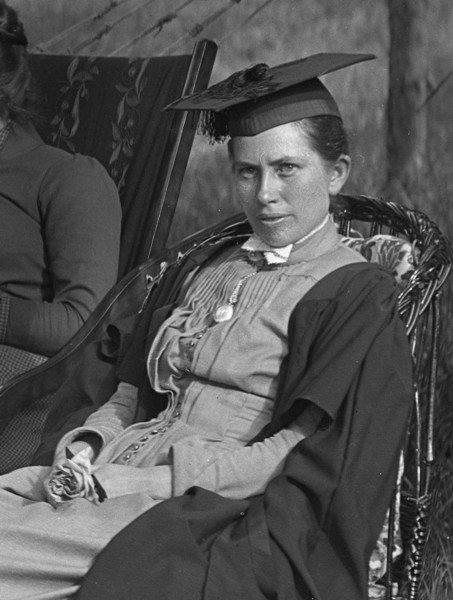

## حياتها المهنية
كان أول منصب تدريسي لكيت في مدرسة كرايستشيرش الثانوية للبنات. تم تعيينها مديرة مؤسسة لكلية نيلسون للبنات في عام 1883. بالإضافة إلى كونها مديرة المدرسة، قامت بتدريس قواعد اللغة الإنجليزية والتكوين والأدب والعلوم الفيزيائية واللاتينية والرياضيات والغناء والجغرافيا. بعد زواجها عام 1890[5] كانت تنوي العمل عليها لكنها استقالت لاحقا. يعتقد أن هذا يرجع إلى حملها مع طفلها الأول.
كانت ادجار عدة مناصب في اتحاد الاعتدال المسيحي للمرأة نيوزيلندا. عملت كسكرتيرة مقابلة مساعدة، ومحرر مشارك في الشريط الأبيض (سنوات 11)، وسكرتيرة تسجيل (سنوات 15)، والمشرف الوطني لتدريس الاعتدال العلمي، والمشرف الوطني للسلام والتحكيم. كانت أيضا عضوا مؤسسا في جمعية ويلينغتون لحماية النساء والأطفال، وأمينة دومينيون لاتحاد عصبة الأمم في نيوزيلندا.

## حياتها الشخصية
تزوجت كيت من ويليام إيفانز عام 1890. دعمت أعمال زوجها الخيرية من خلال إدارة مدرسة خاصة وتولي تلاميذ خاصين.
أنجبت شقيقة كيت (جيرترود) ابنة، جيرالدين هيموس (English:Geraldine Hemus)، التي أصبحت ثالث امرأة في نيوزيلندا يتم قبولها لممارسة المحاماة كمحامية ومحامية.
من عام 1921، بعد وفاة زوجها، عاشت ادجار في ويلينغتون. انتقلت إلى دنيدن في عام 1932 حيث توفيت في 6 مايو عام 1935.

## الجوائز والتكريمات

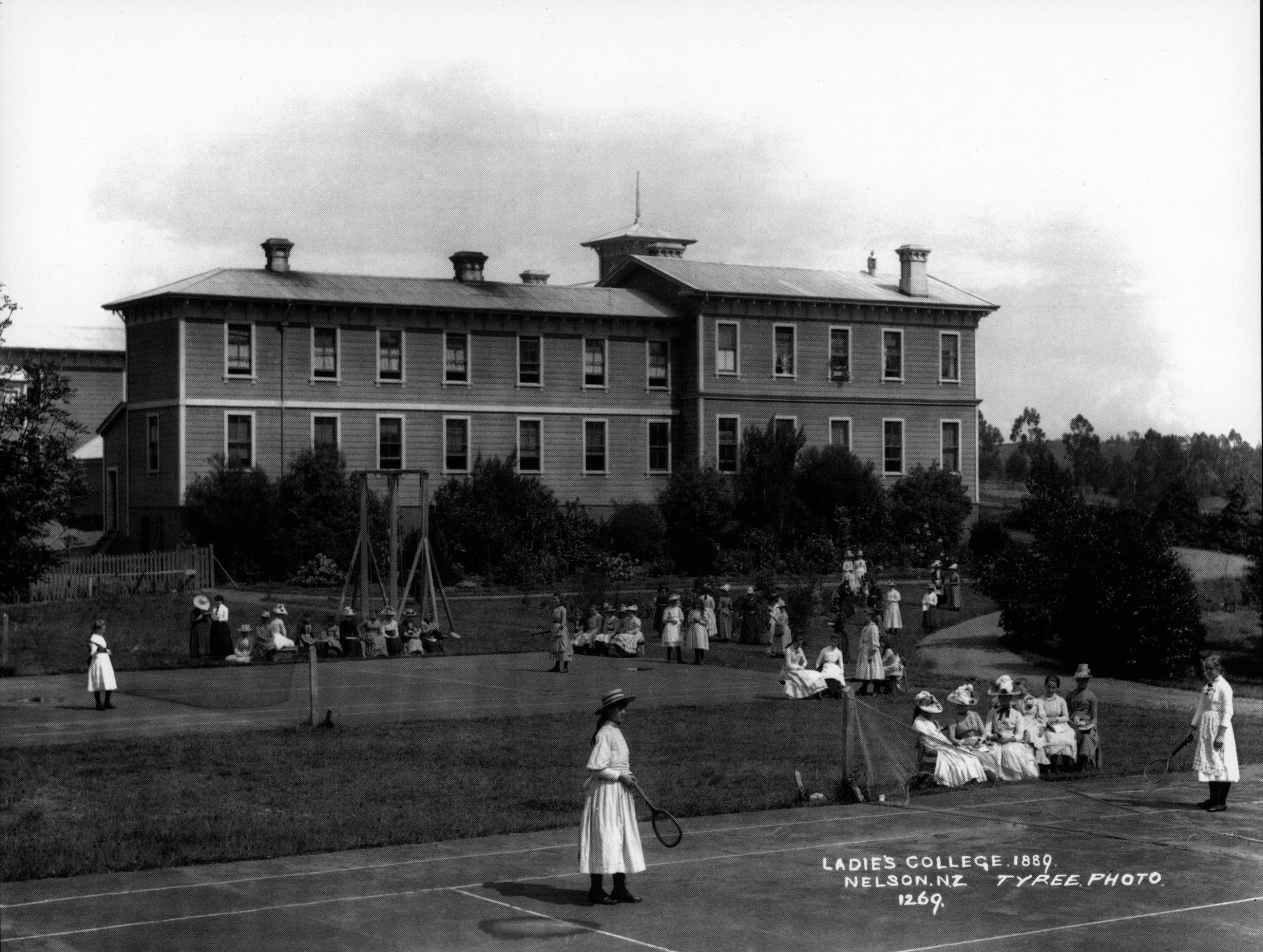
التنس في كلية السيدات (الآن كلية نيلسون للبنات) عام 1889 (15807860119)

يوفر صندوق كيت ادجار الخيري التعليمي المساعدة المالية للنساء متابعة الجامعية أو الدراسات العليا. في عام 2004، تم إنشاء كومنز معلومات كيت المقلم في جامعة أوكلاند.
في عام 2017، تم اختيار كيت ادجار كواحدة من مشروع الجمعية الملكية لنيوزيلندا «150 امرأة في 150 كلمة». في سبتمبر 2018، تمت إعادة تسمية قسم الرياضيات في جامعة أوكلاند مؤقتا إلى «قسم كيت ادجار للرياضيات» للاحتفال بالذكرى 125 لحق المرأة في التصويت في نيوزيلندا